# Antonio Maria Nicola Beduzzi
Antonio Maria Nicola Beduzzi (1675 Bologna – 4. března 1735 Vídeň) byl italský architekt, divadelní inženýr, malíř fresek, kvadraturista a dekoratér.

## Život
Narodil se roku 1675 v Bologni, kde studoval u Giovanniho Gioseffa dal Sole. Roku 1695 odešel do Vídně. V císařském městě získal kolem roku 1700 několik zakázek a spolupracoval s Johannem Lucasem von Hildebrandtem. Roku 1708 byl jmenován císařským dvorním divadelním inženýrem Josefa I. Po smrti císaře ale postavení u dvora ztratil. Ve 20. letech 18. století, kdy ve Vídni vycházeli kvadraturisté z módy, se stal dvorním architektem knížat z Liechtensteinu. Pracoval i na stavbách na Moravě, například pro augustiniány ve Šternberku nebo premonstráty v Louce u Znojma. Zemřel roku 1735 ve Vídni.

## Dílo

### Malířské dílo
- interiérová výzdoba chrámu sv. Petra ve Vídni[3]
- chrám sv. Michala ve Vídni[2]
- klášterní letní sakristie v Melku[3]

### Architektura
- Fürstenberský palác ve Vídni[3]
- Palác Kinských ve Vídni[3]
- městské divadlo Kärntnertor[3]
- úpravy a rozšíření zámku ve Valticích[3]
- zámecká kaple Valtice[3]
- kostel Nanebevzetí Panny Marie v Moravské Třebové[2]
- Nové zámky u Litovle[2]
- kostel svatého Jana Křtitele v Křenově – autorství není písemně doloženo[4]

- augustiniánský klášter ve Šternberku[2]
- premonstrátský klášter v Louce[2]